# Strabomantis cadenai
Strabomantis cadenai är en groddjursart som först beskrevs av Lynch 1986.  Strabomantis cadenai ingår i släktet Strabomantis och familjen Strabomantidae. IUCN kategoriserar arten globalt som otillräckligt studerad. Inga underarter finns listade i Catalogue of Life.